# Bangkok United Football Club
Il Bangkok United Football Club è una società calcistica thailandese con sede nella città di Bangkok. Milita nella Thai League 1, massima divisione del campionato thailandese.

## Organico

### Rosa 2024-2025
| N. |                       | Ruolo | Calciatore            |
| -- | --------------------- | ----- | --------------------- |
| 1  | Thailandia (bandiera) | P     | Patiwat Khammai       |
| 2  | Thailandia (bandiera) | D     | Peerapat Notchaiya    |
| 3  | Brasile (bandiera)    | D     | Everton (capitano)    |
| 4  | Thailandia (bandiera) | D     | Manuel Bihr           |
| 5  | Thailandia (bandiera) | D     | Putthinan Wannasri    |
| 6  | Thailandia (bandiera) | D     | Nitipong Selanon      |
| 7  | Thailandia (bandiera) | C     | Anon Amornlerdsak     |
| 8  | Thailandia (bandiera) | C     | Wisarut Imura         |
| 10 | Libano (bandiera)     | C     | Bassel Jradi          |
| 11 | Thailandia (bandiera) | C     | Rungrath Poomchantuek |
| 16 | Oman (bandiera)       | A     | Muhsen Al-Ghassani    |
| 18 | Thailandia (bandiera) | C     | Alexander Sieghart    |
| 21 | Indonesia (bandiera)  | D     | Pratama Arhan         |
| 22 | Thailandia (bandiera) | A     | Adisak Kraisorn       |

| N. |                       | Ruolo | Calciatore                |
| -- | --------------------- | ----- | ------------------------- |
| 24 | Thailandia (bandiera) | D     | Wanchai Jarunongkran      |
| 25 | Thailandia (bandiera) | P     | Anusith Termmee           |
| 28 | Thailandia (bandiera) | C     | Thossawat Limwannasathian |
| 29 | Brasile (bandiera)    | A     | Willen Mota               |
| 34 | Thailandia (bandiera) | P     | Warut Mekmusik            |
| 38 | Thailandia (bandiera) | D     | Prat Samakrat             |
| 39 | Thailandia (bandiera) | C     | Pokklaw Anan              |
| 45 | Thailandia (bandiera) | D     | Santipap Yaemsaen         |
| 48 | Thailandia (bandiera) | C     | Chayathorn Tapsuvanavon   |
| 79 | Thailandia (bandiera) | D     | Surachet Ngamtip          |
| 89 | Thailandia (bandiera) | A     | Veerapat Nilburapha       |
| 90 | Brasile (bandiera)    | C     | Vander                    |
| 97 | Thailandia (bandiera) | A     | Guntapon Keereeleang      |
| 98 | Thailandia (bandiera) | P     | Sumethee Khokpho          |

## Palmarès

### Competizioni nazionali
- Thai League 1: 1

2006
- Thai FA Cup: 1

2023-2024
- Thai League 2: 1

2002-2003

### Altri piazzamenti
- Thai League 1:

Secondo posto: 2016, 2018, 2022-2023, 2023-2024, 2024-2025
Terzo posto: 2017
- Thai FA Cup:

Finalista: 2017, 2022-2023
Semifinalista: 2019
- Thai League 2:

Terzo posto: 2012